# التصور
التصور في علم المنطق هو إدراك الشيء بالعبارات المفردة، كإدراك المعنى المراد بلفظ الجسم، والحجر، والشجر، والروح، والكرم، وإنسان ذي عيون ثلاث، وأمثاله. وهذا الإدراك لا يصاحبه إثبات ولا نفي، ولا يصاحبه إذعان ولا يقين، أي أن التصور أو الإدراك لا يلزمه التصديق.
وينقسم التصور إلى:
- تصور ضروري: وهو إدراك البديهي الذي لا يتطلب تفكيرًا، كتصورنا معنى الوجود.
- تصور نظري: وهو الإدراك غير البديهي والذي يتطلب تفكيرا، كتصورنا معنى الروح.